# Camay
Camay est le nom d'un savon parfumé, pour les mains et pour le corps, dont la marque appartient depuis le 2015 à la multinationale Unilever, établie aux Pays-Bas. Ce savon fut introduit en 1926 par la multinationale américaine Procter & Gamble (P&G) et commercialisé comme « savon blanc et pur pour les femmes », car beaucoup de savons à cette époque étaient colorés pour en masquer les impuretés.

## Histoire
Le savon Camay a été créé et distribué sur le marché américain qui jusqu'alors n'avait pas vu un savon parfaitement blanc. Le slogan de Camay, pendant de nombreuses années, était « Le savon pour les belles femmes », slogan qui ensuite a été remplacé par « Pour votre plus beau teint à tout âge ». Haddon Sundblom a ouvert une agence de publicité en 1925, avec ses collègues Howard Stevens et Edwin Henry. Parmi ses premiers clients : Palmolive, le savon Camay et Coca-Cola. Dès le lancement du produit, on choisit l'image d'une femme qui éprouve du plaisir à se savonner dans sa baignoire : un objet qui était alors considéré comme un luxe, un rêve, pour beaucoup de femmes américaines.
L'image symbolique de ce savon était une belle femme, étendue dans une baignoire ouatée de mousse blanche et qui se lave et en même temps dialogue aimablement avec un homme. En 1958, le slogan est devenu : « C'est tellement plus agréable la toilette avec Camay, si parfumé ! ». Avec le parfum d'un savon, une femme qui aime le luxe séduit un homme.

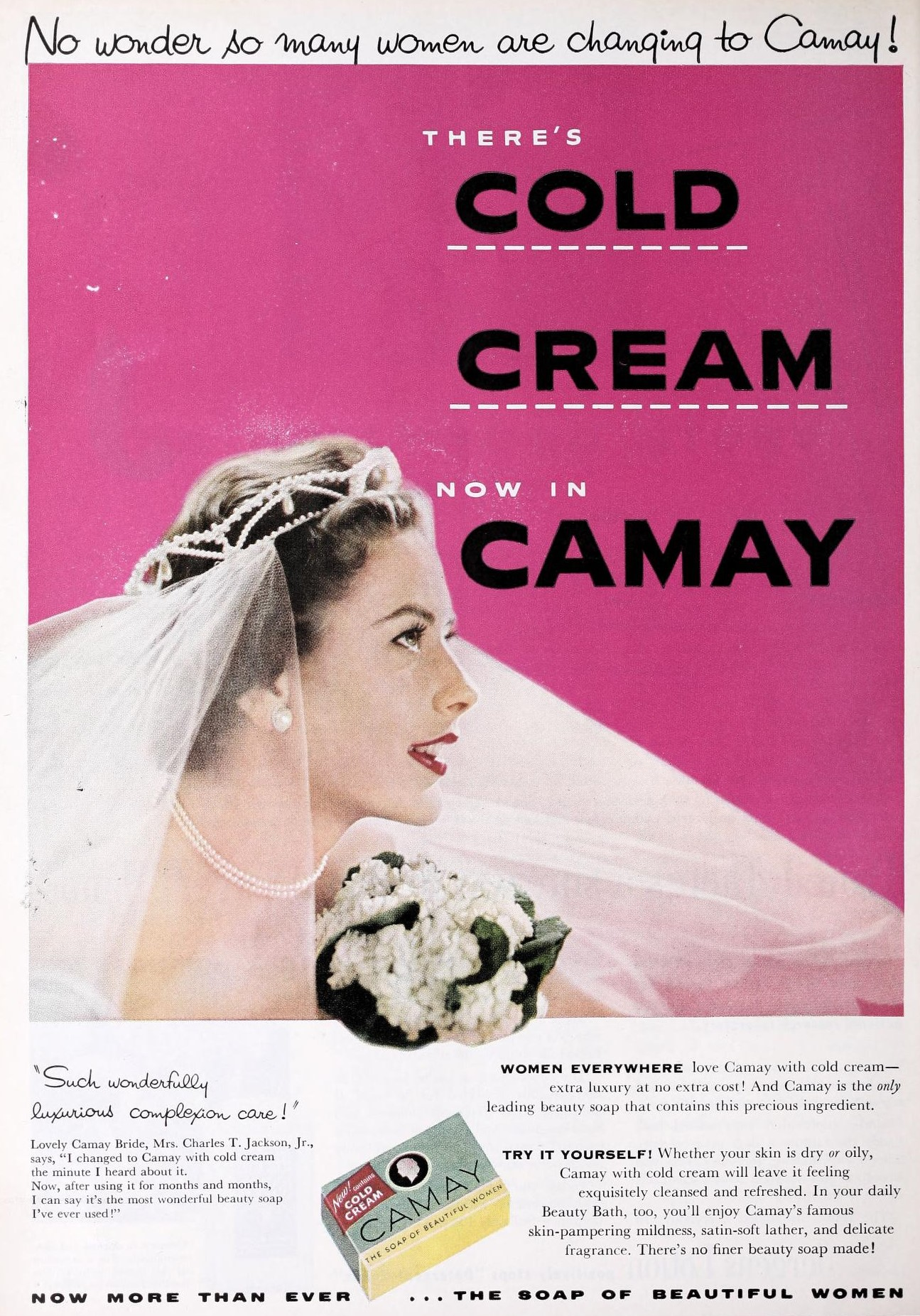
en, 1955

En décembre 2014, la société P&G annonce qu'elle vend Camay à Unilever.

### Média
Camay est le nom du premier feuilleton télévisé, produit par la chaîne vénézuélienne Radio Caracas Television (RCTV), parrainé par le savon Camay (d'où le nom du feuilleton télévisé). Pendant de nombreuses années, Camay de Procter & Gamble a été l'un des sponsors des soap operas As the World Turns et C'est déjà demain (Search for Tomorrow) : feuilletons conçus pour une audience majoritairement féminine.

### Cinéma
Dans le scénario d'une dizaine de films américains, une femme se fait belle en se nettoyant avec la mousse du savon Camay : parmi lesquels, Anny Duperey dans Mari et femme (1970), Christine Delaroche dans Restaurant (1972), Marie-Christine Barrault dans Soirée (1977), Sophie Barjac dans Jolie mousse (1978).
Le savon devient rose ainsi que le papier qui l'enveloppe. Au cinéma, on voit toujours une baignoire pleine de mousse blanche avec une belle femme à l'intérieur, mais son savon parfumé est rose. Films : Plaisir de séduire (1982), La conversation (1986), Le portrait (1986).